# Dialeurolonga hoyti
Dialeurolonga hoyti là một loài côn trùng cánh nửa trong họ Aleyrodidae, phân họ Aleyrodinae.
Dialeurolonga hoyti được Mound miêu tả khoa học đầu tiên năm 1965.